# FK Baltika Kalinjingrad
Futboljnij Klub Baltika Kalinjingrad (ruski: Футбольный Клуб Балтика Калининград) ruski je nogometni klub iz grada Kalinjingrada. TGrenutačno se natječe u Ruskoj Premijer ligi.

## Vanjske poveznice
- Službene stranice